# Casa Andreu i Font
La Casa Andreu i Font és un edifici situat al carrer del Pont, número 6, del municipi de Manlleu, a la comarca d'Osona, Catalunya. Està inclosa en l'Inventari del Patrimoni Arquitectònic de Catalunya.

## Descripció
Edifici de planta baixa i tres pisos. A la planta baixa hi ha tres portes de testera recta i la central més baixa (correspondria a l'entrada, mentre les altres serien els garatges o magatzems). El primer pis té una balconada que abasta tota l'amplada de la façana amb tres obertures, les llindes de les quals estan decorades amb motius florals de terra cuita. Al segon pis s'hi obren tres balcons situats simètricament a sobre dels finestrals del principal. Finalment, una sanefa de rosetes esculpides, separa el segon pis del tercer, que està format per tres finestres quadrades situades simètricament a sobre dels balcons dels altres pisos, i entre finestra i finestra trobem una columna adossada amb base i fust llisos. La façana està coronada per una cornisa de pedra envolada. tant els balcons com la cornisa estan decorats amb uns modillons en els que hi ha motius vegetals i geomètrics esculpits a baix relleu.

## Història
És una de les cases construïdes per a industrials. Salvador Vinyals (1847-1926) fou un dels arquitectes més sol·licitats del seu temps, d'estil eclèctic i de vegades modernista. És autor de nombroses cases a l'Eixample de Barcelona i col·laborà amb altres arquitectes com Domènech i Estapà i Antoni Robert, entre d'altres.